# Sasanidsko Perzijsko Carstvo
Sasanidsko Perzijsko Carstvo ili Novoperzijsko Carstvo (perz. ; Irānšaher - „Iransko Carstvo”), hrvatski naziv za četvrtu iransku imperijalnu državu u starom vijeku za vrijeme vladavine Sasanida (224. – 651.), dinastije perzijskog etničkog podrijetla. Sasanidi su se nametnuli kao vladajuća iranska dinastija početkom 3. stoljeća kada je Ardašir I. podigao ustanak i porazio posljednjeg partskog vladara Artabana IV. čime je došao kraj 500-godišnjoj vladavini dinastije Arsakida.
Sasanidski vladari pokrenuli su niz osvajačkih pohoda i ubrzo su ovladali većinom Jugozapadne i Središnje Azije, te dijelovima Indijskog potkontinenta i Afrike. Najvećim sasanidskim rivalom bilo je Rimsko Carstvo na zapadu s kojim su vođeni 400-godišnji ratovi promijenjive sreće i bez pobjednika. Također, na sjeveroistoku zemlje vođeni su ratovi protiv turkijskih nomadskih plemena, a na istoku protiv indijskih kraljevstva. Sasanidski Iran bio je čvorištem na Putu svile zbog čega je doživio veliki gospodarski odnosno umjetnički i znanstveni procvat, a iranska kultura tog vremena utjecala je na Stari Rim, Afriku, Indiju, Kinu, čak i Japan.
Kulminacija iransko-bizantskog sukoba u 7. stoljeću dovela je do velikih vojnih, demografskih i gospodarskih gubitaka na obje strane, što je Arapima ujedinjenim pod islamom otvorilo put ka općem osvajanju sasanidskog i bizantskog teritorija. Posljednji sasanidski šah Jezdegerd III. ubijen je 651. godine čime dinastija službeno prestaje postojati, a njegov sin Peroz bježi u egzil na kineski dvor. Padom Sasanida završava starovjekovno razdoblje iranske povijesti i počinje 200 godina dominacije Rašidunskog Kalifata. Prve iranske dinastije u srednjem vijeku (Tahiridi, Samanidi, Safaridi) pojavit će se početkom 9. stoljeća u Horasanu.

## Poveznice
- Popis perzijskih vladara iz dinastije Sasanida
- starovjekovna iranska carstva: Medijsko • Ahemenidsko • Partsko